# Митрофан (Раич)
Епископ Митрофан (в миру Миливое Раич, серб. Миливоје Рајић; 8 декабря 1873, Будапешт — 24 января 1930, Пожаревац) — епископ Сербской православной церкви, епископ Браничевский.

## Биография
Окончил гимназию в Осиеке, юридический факультет в Загребе и старую Карловацкую духовную семинарию в Сремских Карловцах.
2 декабря 1897 года пострижен в монашество в Монастыре Лепавина. 9 декабря того же года рукоположен в сан иеродиакона.
18 октября 1898 года был возведён в сан протодиакона.
6 декабря 1902 года рукоположён в сан иеромонаха.
15 августа 1903 года возведён в достоинство протосинкелла.
25 декабря 1905 года возведён в сан архимандрита.
Служил секретарём архиерея, работником консистории в Пакраце. По его инициативе начал издаваться газета о священнопасторской практике «Пастир добри», который выходил дважды в месяц в городе Пакрац, с 1905 по 1907 год. Был одним из первых предводителей богомольческого движения, которая была очень развито в браничевском краю.
17/30 августа 1921 года решением Священного Архиерейского Собора избран первым епископом возобновлённой Браничевской епархии. 16/29 января 1922 года в Белградской Соборной церкви состоялась его епископская хиротония. 30 апреля/13 мая того же года в Пожареваце состоялось его настолование.
За время управления его епархией приведена в порядок организация церковной жизни в Браничевской епархии, возведено значительное количество новых храмов.
Скончался 24 января 1930 года и похоронен в пожаревацкой Соборной церкви.